# Air Astana
Air Astana és una aerolínia amb base a Astanà, Kazakhstan. És l'aerolínia nacional del Kazakhstan, i duu a terme vols nacionals i internacionals. Els seus principals centres operatius són l'Aeroport d'Astanà i l'Aeroport d'Almati. És una inversió conjunta del Govern del Kazakhstan (51%) i BAE Systems (49%).